# スミレトビエイ
スミレトビエイ (Myliobatis hamlyni) はトビエイ科に属するエイの一種である。

## 分類
1911年にオーストラリアの魚類学者、James Douglas Ogilbyによって記載された。種小名hamlyniはクイーンズランド博物館の館長を務めた友人の昆虫学者、Ronald Hamlyn-Harrisへの献名である。オーストラリア東部の固有種と考えられていたが、2016年の研究によって他の地域ではトビエイ Myliobatis tobijeiと混同されていたことが判明した。

## 形態
体盤は菱形で大きな翼状となり、前縁は直線か少し湾入する。尾は細い鞭状で、基部に1-2本の棘を持ち、腹側には鰭膜を有する。顎には7列の歯列があり、中央の歯列が最も大きい。成体は平均で体盤幅54センチメートル、体盤長20センチメートル、尾長25センチメートル。インドネシアで捕獲された最大の個体は、雄で体盤幅80センチメートル、雌で114センチメートルだった。背面は一様な紫褐色から緑褐色で、黒い斑点はない。腹面は白い。

## 分布・生態
西部太平洋の熱帯から亜熱帯に生息する。正確な分布域は確定していないが、オーストラリア、インドネシア、フィリピン、台湾、日本から疎らな報告がある。日本では沖縄から神奈川までの太平洋側で捕獲例がある。大陸棚外縁から大陸斜面上部の外洋、深さ117-330メートルの範囲に生息する。分布域の重複するトビエイとは深度によって住み分けていると見られる。

## 保全状況
オーストラリアと台湾ではよく捕獲されるが、生息深度が深いため、この深度での漁が行われないインドネシアなどの地域では漁獲圧は低い。IUCNは保全状況を近危急種としている。